# Bộ ba quái nhân
Bộ ba quái nhân (tiếng Anh: Glass) là một bộ phim điện ảnh Mỹ thuộc thể loại tâm lý – tội phạm – giật gân công chiếu năm 2019 do M. Night Shyamalan viết kịch bản, đạo diễn kiêm hợp tác sản xuất với Blumhouse Productions. Là phần thứ ba và cũng là phần cuối cùng của thương hiệu Unbreakable, sau Bất khả xâm phạm (2000) và Tách biệt (2016), bộ phim có sự tham gia diễn xuất của ba diễn viên chính gồm James McAvoy, Bruce Willis và Samuel L. Jackson trong vai bộ ba con người sở hữu một năng lực siêu phàm. Ngoài ra, bộ phim còn có sự tham gia của các diễn viên phụ bao gồm Spencer Treat Clark, Charlayne Woodard, Luke Kirby, Adam David Thompson, Anya Taylor-Joy và Sarah Paulson.
Sau thành công của bộ phim Bất khả xâm phạm, Touchstone Pictures đã không tài trợ cho các phần phim tiếp theo mặc dù hãng phim này rất thích những phần tiếp nối kể trên. Shyamalan bắt đầu viết kịch bản cho bộ phim Tách biệt bằng cách sử dụng một nhân vật mà ông đã viết cho Bất khả xâm phạm, nhưng ông đã rút nhân vật này khỏi kịch bản do vấn đề cân bằng nhân vật. Mãi về sau ông mới nhận ra đây chính là cơ hội mà mình có để tạo ra một bộ ba tác phẩm và sử dụng phần kết của Tách biệt để thiết lập bộ phim như trong câu chuyện của Bất khả xâm phạm. Chính điều này đã đòi hỏi ông phải đảm bảo quyền sử dụng cả hai nhân vật của Willis và Jackson từ Disney, với lời hứa đưa công ty này vào sản xuất bộ phim cùng với Universal Pictures. Tách biệt là một thành công quan trọng về mặt doanh thu và đến tháng 4 năm 2017, Shyamalan thông báo rằng ông đã bắt đầu quá trình sản xuất cho bộ phim Bộ ba quái nhân. Bộ phim được khởi quay từ ngày 2 tháng 10 đến ngày 4 tháng 12 năm 2017 tại Philadelphia và Brazil, với các cảnh quay sửa đổi và bổ sung được thực hiện và hoàn thành vào tháng 1 năm 2018.
Bộ phim Bộ ba quái nhân có buổi công chiếu lần đầu tại rạp Alamo Drafthouse Cinema vào ngày 12 tháng 1 năm 2019, trước khi được Universal Pictures chịu trách nhiệm phân phối phát hành tại Mỹ và Việt Nam vào ngày 18 tháng 1 năm 2019. Tác phẩm nhận về những lời nhận xét trái chiều từ giới chuyên môn nhưng là một thành công lớn về mặt doanh thu khi thu về 247 triệu USD từ kinh phí sản xuất 20 triệu USD.